# Bruno Soriano
Bruno Soriano Llido (n. 12 iunie 1984, Artana, Castellón, Spania), cunoscut sub numele de Bruno Soriano sau pur și simplu Bruno, este un fost fotbalist spaniol. A evoluat toată cariera sa pe postul de mijlocaș la Villarreal. A fost un mijlocaș organizator stângaci, cu tehnică bună și abilități pentru distribuirea de joc.

## Cluburi
| Club                          | Tara   | Sezoane   | Meciuri | Goluri |
| ----------------------------- | ------ | --------- | ------- | ------ |
| Villarreal Club de Fútbol "B" | Spania | 2004-2007 | 22      | 0      |
| Clubul De Fotbal Villarreal   | Spania | 2006-2020 | 425     | 32     |